# Raymond St. Jacques
Raymond St. Jacques (nacido James Arthur Johnson; Hartford, Connecticut, Estados Unidos, 1 de marzo de 1930-Los Ángeles, California, 27 de agosto de 1990) fue un actor, director y productor estadounidense cuya carrera abarcó más de treinta años en teatro, cine y televisión. Es recordado por ser el primer actor afroamericano en tener un papel regular en una serie del oeste, interpretando a Simon Blake en la octava temporada de Rawhide (1965–1966).

## Primeros años
St. Jacques, nacido como James Arthur Johnson en Hartford, Connecticut, tuvo una hermana llamada Barbara Ann. Tras el divorcio de sus padres poco después de su nacimiento, se trasladó con su madre y hermana a New Haven, Connecticut. La madre de St. Jacques, Vivienne, posteriormente trabajó como técnica médica en la Universidad de Yale. Tras graduarse de Hillhouse High School, asistió a Yale, donde se especializó en teatro y psicología. Después de graduarse, desempeñó roles como asistente de dirección, actor e instructor de esgrima para el American Shakespearean Festival en New Haven. St. Jacques coordinó todas las escenas y duelos de esgrima durante su tiempo en la compañía y continuó practicando esgrima a lo largo de su vida.
Al mudarse a la ciudad de Nueva York, St. Jacques persistió en su carrera actoral y se formó en el Actors Studio. Para mantenerse, trabajó como modelo, lavaplatos y asistente de camarero. Su debut actoral profesional fue en la obra off-Broadway High Name Today. Posteriormente, fue seleccionado para el papel de Judge en la representación off-Broadway de la obra de Jean Genet, The Blacks, que se llevó a cabo en St. Mark's Playhouse en 1960.

## Carrera
Después de aparecer en pequeños papeles en televisión a principios de la década de 1960, St. Jacques hizo su debut cinematográfico en un papel secundario en la película Black Like Me (1964). Le siguió un papel en El prestamista más tarde ese año. Apareció en papeles de reparto en The Comedians (1967) y The Green Berets (1968). Los roles cinematográficos más conocidos de St. Jacques fueron los de Coffin Ed en los clásicos de la blaxploitation Cotton Comes to Harlem (1970) (adaptado de las novelas policíacas de Chester Himes) y Come Back, Charleston Blue (1972). A principios de la década de 1970, St. Jacques comenzó a enseñar esgrima y actuación en el Instituto Mafundi en Watts, Los Ángeles. En 1973, produjo, dirigió y protagonizó la película criminal Book of Numbers.
Durante la década de 1960, St. Jacques también participó como invitado en numerosos programas de televisión, incluyendo East Side/West Side, Daktari, El virginiano y El agente de CIPOL. En 1965, fue elegido como Simon Blake en la serie western Rawhide, convirtiéndose en el primer actor afroamericano en ser elegido como regular en una serie western de horario estelar. 
A lo largo de las décadas de 1960 y 1970, St. Jacques continuó con roles en el escenario, cine y televisión, por lo que se le conoció como El Hombre de Mil Rostros debido a los diversos personajes que interpretó a lo largo de su carrera. En 1976, St. Jacques protagonizó como Otelo en la producción del John Anson Ford Amphitheatre de la obra del mismo nombre. Mantuvo su actividad en el trabajo teatral a lo largo de su carrera, participando en giras de producciones como Julio César, Romeo y Julieta, A Raisin in the Sun y la adaptación teatral de El hombre del brazo de oro.
Desde 1988 hasta 1989, tuvo un período de dos años como el juez Clayton C. Thomas en el programa de televisión sindicado Superior Court. En 1989, interpretó al abolicionista Frederick Douglass en Glory de Edward Zwick. Su último papel cinematográfico fue en la película de ciencia ficción Timebomb de 1991, lanzada después de su fallecimiento.

## Vida personal
St. Jacques fue soltero toda su vida. En agosto de 1969, concedió una entrevista a Earl Wilson, donde compartió sus planes de adoptar a dos niños afroamericanos de seis y siete años. Aunque la adopción nunca se materializó, a principios de la década de 1970, St. Jacques afirmó tener dos hijos mayores, Raymond Jr. y Sterling. En una entrevista de 1973, mencionó que Raymond Jr. vivía en Boston. En mayo de 1972, Sterling, con 22 años según los informes, fue noticia después de que cuatro hombres intentaron robar la casa de St. Jacques en Bel Air mientras él estaba en Dallas. Sterling, supuestamente la única persona en casa en ese momento, huyó después de llamar a la policía. Los cuatro hombres fueron detenidos cuando su coche de huida se detuvo en la entrada de St. Jacques. Sterling también apareció en la película Book of Numbers de St. Jacques en 1973. En la década de 1970, se destacó como modelo de alta costura (estuvo brevemente comprometido con la modelo Pat Cleveland), además de ser bailarín y miembro frecuente de la vida nocturna y la sociedad de Nueva York. Según las memorias de 2016 de Cleveland, Walking with Muses, su compromiso con Sterling terminó porque él era gay. A principios de la década de 1980, Sterling se mudó a Europa, donde encontró un éxito moderado como cantante de discoteca italo. Según informes, murió por complicaciones del SIDA en 1984 (aunque su muerte nunca se confirmó oficialmente y su destino real sigue siendo desconocido). Sin embargo, en una entrevista de 1988 con el Chicago Tribune, St. Jacques seguía afirmando tener dos hijos y mencionó que Sterling había aparecido en un programa de televisión en Düsseldorf.

## Activismo
St. Jacques solía hablar frecuentemente sobre los prejuicios que él y otros actores afroamericanos enfrentaban, así como las dificultades para desempeñar papeles reflexivos y no estereotipados. Más tarde, se involucró en ayudar a los afroamericanos a encontrar empleo detrás de la cámara. En 1977, criticó públicamente la escasa presencia de actores minoritarios en Star Wars (que afirmó haber visto cinco veces) y en otras películas de ciencia ficción.
También fue un activista por los derechos civiles de los afroamericanos; en 1985, él y otros manifestantes fueron arrestados durante una protesta contra el apartheid frente a la embajada de Sudáfrica en Washington D.C.

## Muerte
St. Jacques falleció el 27 de agosto de 1990, debido a un linfoma en el Cedars-Sinai Medical Center en Los Ángeles, California. Su funeral se llevó a cabo el 31 de agosto en la Iglesia de la Recesión en Forest Lawn Memorial Park en Glendale, California. Posteriormente, fue sepultado en Forest Lawn Memorial Park, Hollywood Hills.

## Filmografía
| Año  | Título                               | Personaje                      | Notas                           |
| ---- | ------------------------------------ | ------------------------------ | ------------------------------- |
| 1964 | Black Like Me                        | Vendedor de seguros de decesos |                                 |
| 1964 | El prestamista                       | Tangee                         |                                 |
| 1965 | Mister Moses                         | Ubi                            |                                 |
| 1966 | Mister Buddwing                      | Hank                           |                                 |
| 1967 | The Comedians                        | Capitán Concasseur             |                                 |
| 1968 | Madigan                              | Dr. Taylor                     |                                 |
| 1968 | Los boinas verdes                    | Sgt. Doc McGee                 |                                 |
| 1968 | If He Hollers, Let Him Go!           | James Lake                     |                                 |
| 1968 | Uptight                              | B.G.                           |                                 |
| 1969 | Change of Mind                       | David Rowe                     |                                 |
| 1970 | Cotton Comes to Harlem               | Coffin Ed Johnson              |                                 |
| 1972 | Cool Breeze                          | Bill Mercer                    |                                 |
| 1972 | The Final Comedown                   | Imir                           |                                 |
| 1972 | Come Back, Charleston Blue           | Coffin Ed Johnson              |                                 |
| 1973 | Book of Numbers                      | Blueboy Harris                 |                                 |
| 1974 | Lost in the Stars                    | John Kumalo                    |                                 |
| 1977 | The Private Files of J. Edgar Hoover | Martin Luther King             |                                 |
| 1977 | Raíces                               | El baterista                   | Miniserie de TV, episodio IV    |
| 1977 | The Baron                            |                                |                                 |
| 1978 | Born Again                           | Jimmy Newsom                   |                                 |
| 1980 | Cuba Crossing                        | Mr. Bell                       |                                 |
| 1984 | The Evil That Men Do                 | Randolph                       |                                 |
| 1985 | Profesión Peligro                    | Ed Simmions                    | Episodio Spring Break (S04Ep20) |
| 1987 | The Wild Pair                        | Ivory                          |                                 |
| 1988 | They Live                            | Street Preacher                |                                 |
| 1989 | Glory                                | Frederick Douglass             | Sin acreditar                   |
| 1991 | Voodoo Dawn                          | Claudio                        | Lanzado de manera póstuma       |
| 1991 | Timebomb                             | Det. Sanchez                   | Lanzado de manera póstuma       |